# دقيقة واحدة (فلم)
دقيقة واحدة هو فيلم وثائقي قصير مدته 11 دقيقة أنتج عام 2015 للمخرجة والمنتجة الأردنية الفلسطينية الأصل دينا ناصر التي اعتمدت على عنصر الصوت بشكل كبير في فيلمها لتجسيد ما يعيشه الفلسطيني قبل لحظات من القصف الإسرائيلي. ويوضح الفيلم سياسة الاحتلال الإسرائيلي في استهداف الفلسطينيين في قطاع غزة المحاصر خلال العدوان المتكررعلى القطاع، فالدقيقة هي المدة التي تطلبتها الرسالة الهاتفية القصيرة التي بعثتها قوات الاحتلال الإسرائيلي خلال العدوان عام 2014 على سكان حي الشجاعية في غزة على هواتفهم النقالة ليغادروا بيوتهم حالاً قبل استهدافهم بالقصف الجوي.

## قصة الفيلم
أحداث الفيلم مأخوذة من الواقع الفلسطيني الغزّي، فتدور أحداث الفيلم حول سلام (37 عام) التي تعيش في الشجاعيّة مع طفلتها علياء وزوجها المفقود عمر في وسط نسيج اجتماعي متين ومتآزر، إذ يلجئون الى الرسائل النصيّة أو بعد كل غارة عندما يبتعد أزيز الطائرات الحربية للتزود بالوقود استعدادا للجولة القادمة للاطمئنان على بعضهم البعض. وتصل لسلام كغيرها من سكان الشجاعية رسالة تحذير من الاحتلال الإسرائيلي لإخلاء المنزل ، فيصوّر قبل الإخلاء بتفاصيل دقيقة ومؤلمة، ولكن في هذه المرة يمنحهم الاحتلال الإسرائيلي 5 دقائق للإخلاء بدلاً من دقيقة.

## الجوائز والمشاركات السينمائية
جائزة الجمهور في مهرجان بيرسو بيروجيا للأفلام الاجتماعية في إيطاليا.
أفضل فيلم روائي قصير لكاتب دولي في مهرجان نظرة فلسطين للأفلام القصيرة في إيطاليا.
ذكر خاص في المهرجان الفرنسي العربي للسينما في الأردن.
وشارك الفيلم في العديد من المهرجانات السينمائية العالميّة من بينها مهرجان الفيلم القصير المتوسطي بطنجة في دورته الرابعة عشر عام 2016، ومهرجان روتردام السينمائي الدولي عام 2017، ومهرجان الفيلم العربي في برلين، ومهرجان القاهرة الدولي لسينما المرأة عام 2017.